# Granite Wash Mountains
Die Granite Wash Mountains sind eine kurze, trockene und flach aufragende Bergkette im westlich-zentralen Arizona in den Vereinigten Staaten. Das Gebiet liegt im Südosten des La Paz County und grenzt an einen geringfügig größeren Gebirgszug südöstlich, die Little Harquahala Mountains.

## Beschreibung
Das Gebirge erstreckt sich von Nordwesten nach Südosten und liegt in einer Region mit etwa dreißig Landformen, Ebenen, Tälern und Gebirgszügen, die als Maria fold and thrust belt bezeichnet wird. Die Region zählt zur Basin and Range Province und drei Gebirgszüge befinden sich in einem parallelen, nordwestlich-südöstlich verlaufenden Schubgürtel mit zwei dazwischen liegenden Tälern. Die Granite Wash Mountains befinden sich am südwestlichen Ende der Harcuvar Mountains.
Die Granite Wash Mountains liegen auf der gleichen Wasserscheide wie die Little Harquahala Mountains und am südwestlichen Ende des McMullen Valley. Im Osten zwingt die Gebirgskette den Centennial Wash, der das Tal bei Regen entwässert, sich von Südwesten nach Südosten zu wenden und in Richtung Gila River an den Gila Bend Mountains zu fließen. Im Westen der Granite Wash Mountains fließt der Bouse Wash nordwestlich zum Colorado River.

## Berge und Umgebung
Die höchste Erhebung in den Bergen ist der Salome Peak mit 1216 m (3991 Fuß) im Zentrum der Berge.
Der Granite Wash Pass befindet sich am nordwestlichen Ende des südlichen Nachbargebierges, zwischen Granite Wash Mountains und Little Harquahala Mountains. Der Ort Hope liegt westlich und Harcuvar liegt östlich. Über den Pass führt die Arizona und California Railroad sowie die U.S. Route 60, die von der Interstate 10 nordöstlich in Richtung Aguila und Wickenburg führt.